# Ланреотид
Ланреотид є лікарським засобом, який використовується для лікування акромегалії та симптомів, спричинених нейроендокринними пухлинами, особливо карциноїдним синдромом. Це аналог соматостатину тривалої дії, як і октреотид. Продається під торговою маркою Somatuline серед інших.
Ланреотид (як ланреотиду ацетат) виробляється компанією Ipsen. Він доступний у кількох країнах, включаючи Сполучене Королівство, Австралію та Канаду, і був схвалений для продажу в Сполучених Штатах Управлінням з продовольства і медикаментів (FDA) 30 серпня 2007 року.  В Україні продається під брендом Соматулін (станом на квітень 2025 р).

## Медичне використання
Ланреотид використовується для лікування акромегалії, спричиненої як гіпофізарними, так і негіпофізарними пухлинами, що секретують гормон росту, а також для лікування симптомів, спричинених нейроендокринними пухлинами, зокрема карциноїдними пухлинами та ВІПомами. У Сполучених Штатах і Канаді ланреотид показаний лише для лікування акромегалії. У Сполученому Королівстві він також показаний для лікування тиреотрофічної аденоми , рідкісної пухлини гіпофіза, яка секретує тіреотропний гормон.
Ланреотид також виявляє активність проти неендокринних пухлин і, разом з іншими аналогами соматостатину, вивчається як можливий загальний протипухлинний засіб.  
У грудні 2014 року FDA США схвалило ланреотид для лікування людей з неоперабельними, добре або помірно диференційованими, місцево-поширеними або метастатичними гастроентеропанкреатичними нейроендокринними пухлинами (GEP-NET). 

## Побічні ефекти
Основними побічними ефектами лікування ланреотидом є легкий або помірний біль у місці ін’єкції та шлунково-кишкові розлади, такі як діарея, нудота та блювання. Поодинокі випадки утворення каменів у жовчному міхурі були пов’язані із застосуванням ланреотиду, особливо протягом тривалого часу. 

## Фармакологія
Ланреотид є синтетичним аналогом соматостатину, природного інгібуючого гормону, який блокує вивільнення кількох інших гормонів, включаючи гормон росту, тиреотропний гормон (ТТГ), інсулін і глюкагон. Ланреотид зв’язується з тими самими рецепторами, що й соматостатин, хоча має більшу спорідненість із периферичними рецепторами, і має подібну активність. Однак, хоча соматостатин швидко розщеплюється в організмі (протягом хвилин),  ланреотид має набагато довший період напіввиведення та має набагато більш тривалі ефекти.

## Рецептури
Ланреотид доступний у двох формах: композиція з уповільненим вивільненням (продається під торговою назвою «Somatuline LA»), яку вводять внутрішньом’язово кожні десять або чотирнадцять днів , і композиція з пролонгованим вивільненням (торгова назва «Somatuline Autogel» у Великобританії або «Somatuline Depot » у США), яку вводять підшкірно один раз на місяць. 

## Властивості самозбірки
Було показано, що ланреотид спонтанно самозбирається в монодисперсні нанотрубки діаметром 24,4 нм  і згодом використовувався як плідна та універсальна модельна система в кількох біофізичних дослідженнях.